# 0能者ミナト
『0能者ミナト』（れいのうしゃミナト）は、葉山透による日本の小説。イラストはkyoが担当。メディアワークス文庫（アスキー・メディアワークス→KADOKAWA）より2011年2月から2025年2月まで刊行。2015年9月にはドラマCD化された。2018年1月時点で累計発行部数は60万部を突破している。

## 登場人物
※声優はドラマCD版から。

### 主要人物
九条 湊（くじょう みなと）
声 - 興津和幸
さびれた裏通りに立つ怪しげな雑居ビルの7階にある一室に事務所を構える20代後半の青年。沙耶からは「先生」、ユウキからは「おっさん」と呼ばれる。よれよれのジーンズとだらしない黒いシャツというくだけすぎともいえる服装が特徴的。霊感、法力、神通力といった特殊な能力を一切持たず、己の知恵のみで怪異事件を解決するがやっかみと疑いから同業者からは「零能者」や「無能力者」などと呼ばれている。霊魂や浮妖の類は（実態のあるものを除いて）全く見えない。反面、詐欺師からはその存在を恐れられてもいる。
不可思議な現象を怪異のせいだと決めつけず、できる限り分解し理解するといった手法をとる。頭の回転が早く知識量も豊富で、大学ではあらゆる事象の完全シミュレートに関する研究を行っていた。特殊な能力を持たないために事件解決のために入念な準備を必要とする。そのため、唐突に怪異事件に巻き込まれるのが弱点だと思われているが、そういった状況でも知恵と持てる道具を最大限に活用して相手を倒す。ただし本人曰く、怪異の退治や便利屋的な仕事はあくまで副業で、本業は競馬などのギャンブルであるらしい。
斜に構えたクセのある性格。性悪説を好み、「善が勝つという教義を堂々と語れる厚顔無恥なところ」を気に入ったという理由でゾロアスター教に一生をささげたと嘯くなど宗教観も歪んでいる。大いに毒舌で不躾なため、頻繁に他人に悪印象を与え必要以上に敵を作っている。仕事を選ぶ基準は「面白いかどうか」で、基本的に怠惰だが、一度好奇心を刺激されればなりふり構わず追求するためその過程で負傷することも多い。ふざけた発言が多いものの冷静な性格で、怪異や殺人犯を前にしても自分のペースを崩さない。拝金主義者を自認し、方々に作っている借金を返済するため大麻の栽培や脅迫のような犯罪行為に手を染めることもある。普段から腹に一物抱えているため、考えをすべて読んでしまう倫寧を唯一といっていいほど苦手としている。
喫茶店では必ずクリームソーダを注文し、最後の晩餐もクリームソーダと決めているらしい。酒も好きだが、羽目を外しすぎるきらいがある。
現在では依頼書が山積みになっているにも関わらず1カ月以上仕事をしないことがほとんどだが、昔はもっと勤勉で総本山からの依頼だけでも成功率98％、失敗した依頼はわずか3件という驚異的な実績を誇っていた。依頼を受けた時は沙耶やユウキに何も言わず自分だけ万全の準備を整えている。
山神 沙耶（やまがみ さや）
声 - 早見沙織
16歳の高校生。神降ろしができる貴重な人材で、梓弓を使い霊力を蓄えた髪で編みこんだ浄化の矢を放つ。母親譲りの浄化の力を持つが、初潮や生理などで女性ホルモンバランスが変化した時には力を使えない。また、神降ろしができるという特性上、いわゆるトランス状態に入りやすい精神構造をしている。自身の限界に挑戦しようとする肉体派な面があり、修行場が山奥にあったためかなりの健脚の持ち主で泳ぎも上手。
叔母である理彩子を「理彩姉さま」と呼んで慕う。1歳のころ父親は病死、7年前に巫女だった母親の美紗子（みさこ）もお務めで命を落としているため、御蔭を離れてからは理彩子のもとに身を寄せている。
真面目で人が良く、簡単に人を信じるため、湊からはいつももっと斜に構えて物を見ろと言われているが、しばしば何気なく黒い発言して周囲を引かせることがある。マジックが好き。叔母に似ず年齢の割に胸が薄いことを気にしており、毎日牛乳を飲むなど涙ぐましい努力をしている。夢魔に囚われた際には自分の胸が不自然に成長していることに気づき夢から覚めている。
嫉の封印が解かれる現場に立ち会ったことで腕に封じの伊ル日文字を宿すこととなり、贄となる運命を背負うが湊の説得により、共に嫉を倒すために動く。嫉を倒した後は、御蔭神道を離れ湊の元で自分の知らない怪異に対抗する方法を学ぼうとしている。事務所の掃除やお茶くみなどの雑事をこなしているが、自分が役立たずなのではないかと悩み夢魔に取り憑かれてしまったことがある。依頼人の応対に加え最近では借金取りの応対もさせられているため、皮肉なことに金銭の交渉が上達してしまっている。女子高の友人から怪異がらみの依頼を受けることもある。
赤羽 ユウキ（あかばね ユウキ）
声 - 斎藤千和
10歳ながら総本山でも天才と一目置かれる法力の持ち主。怪異が最も苦手とするものを見抜く天性の勘を持つが、総本山では大人たちの嫉妬を受け、自分の力を正当に評価してもらえないと不満を抱いていた。五行を操る高度な術と複雑な符を使いこなし力勝負で怪異を倒す戦法を得意とするが、補助系の術も人並み以上にこなす。努力家な面もあり、着々と実力を伸ばしているが、成長の方向性が湊寄りなことを沙耶からは心配されている。根性論などが嫌いできつい修行などは真面目にしたことがないため、沙耶に比べれば体力がない。
祖父も母も高名な法力使いだったが1歳のころに亡くなっており、5年前に唯一の肉親だった祖母が急性腎不全で亡くなったため身寄りはいない。私生活では有名私立小学校に通学し、クラスの中では一番女子からの人気があるが、住んでいる場所などは不明。年齢の割に大人びており、やや生意気。沙耶に淡い恋心を抱く。しかし、年相応に幼い部分もあり、どんなに天才といわれても自分が本当に会いたい人々に会えないことを寂しく思っている。自身の実力を示さんがため、後述の通り初期には無茶をしすぎることもあったが、最近では仲間を信頼できるようになってきている。湊に調査を手伝わされるようになってからは子供だろうとこき使う姿を見て、自分は案外大切にされていたのではないかとも考えるようになっている。
嫉の一件で自分の力を示そうと、孝元に紹介された湊と共に嫉を倒そうとするが自分の活躍が評価されなかったことに不満を抱き、単身嫉に挑むが敗れる。しかし、この戦いでの成果が湊の勝利につながった。その際に武器として使用した降魔の利剣を損壊してしまい、総本山に居辛くなって湊の事務所に厄介になる。事務所ではもっぱら漫画を読んでいるか、ゲームをしている。

### 御蔭神道
水谷 理彩子（みずたに りさこ）
声 - 沢城みゆき
数々の怪異事件を解決した功績で28歳の若さで正階という高位につき、クチナシ様と呼ばれる。姉の娘である沙耶を溺愛している。姪とは対照的に、非常にグラマラスな体形。現在はマンションで沙耶と2人暮らしをしており、彼女が湊の事務所に通うことも社会勉強のためと許している。
湊が初めて怪異にかかわってから10年来の付き合いで、かつては湊や孝元と組んで仕事をしており、湊以上に無鉄砲だったが、現在は死んだ姉と雰囲気が重なる姪を守るため臆病になっていると自覚している。
メナシ
御蔭神道でも高位にいる神官。神官兵たちを率い嫉を倒そうとするが、その実力を侮っていたためにあっさり敗れる。
桜子（さくらこ）
ミミナシ様と呼ばれる高位の巫女。スズからは秘かにお局様と呼ばれている。
実は人呑みの館の主である無限令の片割れで、スズや一の女親。20年前にダイダラボッチの出現を預言する信託を受けたがカオナシに握りつぶされ閑職に回されてしまったため、遼遠を頼ったという過去を持つ。ダイダラボッチの一件が終結してからは「罪滅ぼしをする」と言って職を辞した。理彩子はスズ達の元に行ったのではないかと推測している。
御神楽 左近（みかぐら さこん）
怪異退治で地道に実績を積み、メナシの地位まで上り詰めた神官。湊たちのダイダラボッチに関する会話を盗聴し、部下を引き連れて身長40mの巨人と交戦するが、本物のダイダラボッチが出現し、それが投げ落とした巨人の死体に押しつぶされて死亡した。
カオナシ
90歳を超える老齢の高位神官。20年前に桜子の信託を握りつぶした負い目からかダイダラボッチ出現後は御蔭神道側の内通者として湊に協力した。しかしそれから約2ヶ月後に九尾の狐に惑わされてその復活に手を貸してしまい、用済みになった後は頭を食いちぎられて死亡する。
白銀 スズ（しろがね スズ）
赤ん坊のころ、人呑みの館と呼ばれる建物の中から発見され、御蔭神道に引き取られて巫女として育てられた少女。沙耶とは同年代ということもあって仲が良く、真面目な彼女をからかっている。一に好意を抱いている。明るくおおらかな性格で、独特の感性の持ち主。
怪異と人間の交配の結果生まれた第2世代だが、メンデルの法則に基づく劣性形質を受け継いだ完全な人間。一とは、怪異と断じられて逃亡することになった際に結ばれ、妊娠から30時間足らずで有（有耶無耶）を出産する。
宗栄（そうえい）
30代半ばの神官。謎の怪異の解決を依頼され染谷家を訪問した際に湊と知り合う。口では色々言いながらも最後まで湊の話を聞く付き合いのいいところがある。

### 総本山
荒田 孝元（あらた こうげん）
声 - 蓮池龍三
主に渉外を受け持つ法力僧。「よもぎ寺の昼行燈」とあだ名され法力はそれほどでもない。実家が「よもぎ寺」と呼ばれているのにも何らかの理由があるらしい。法力の才能に乏しかったため体術の修行を積んでおり、人間相手ならかなりの強さを誇る。また学力の高い高校を卒業し、大学にも通っていた。そのため一時期ユウキの母に勉強を教えていたこともあり、彼女が初恋の相手だった。
くだけた雰囲気と柔らかな物腰を持つ。お人好しで話をすぐに真に受ける性格なので、湊にはしばしば騙される。冗談のセンスが独特で分かりにくいため、周囲を困惑させることもある。借金を帳消しにする条件で湊にユウキの面倒を見るように頼む。それからも踏み倒されることが分かっていながら、一度に使い切って困らないように毎月に2回に分けて湊に金を貸している。
かつては湊や理彩子と組んで仕事をしていた。最近はその時に比べて体力が落ちてきている模様。
菱田 羅上（ひしだ らじょう）
50年以上も弟子と共に強い怪異を求めて全国を行脚する法力僧だったが、鏖によって死亡した。実は名声を高めるために、怪異が現れたと装い、あるいは弱い怪異を強力なものに見立てて騒いだあとで退治するというインチキを繰り返しており、多少の犠牲もいとわない男だった。
西宮 聖良（にしみや せいら）
羅上の弟子である線の細い20代半ばの青年。鏖の唯一の生存者。両親を殺した怪異を倒した羅上に憧れ、修行を積んで彼に弟子入りした。しかし、彼の売名のため両親が死亡したと知り、鏖を装って羅上と他の弟子3人を爆薬で殺害した。湊に嘘が露見し、その直後、本物の鏖のために死亡した。
源覚（げんかく）
恰幅のいい体型をした高僧。法力の才能に恵まれないながらも高い地位に昇った実力者だが、名声に対する欲望が非常に強く逃げ足が速い。しかし、有耶無耶の一件で怪異化ウイルスに侵された時には、多くの命を預かるものとしての覚悟を見せた。ダイダラボッチの一件でも孝元と共に総本山側の内通者として湊に協力して、一カ所に総本山に所属する法力僧全員を集めた。
一徳（いっとく）
昭和19年に空襲で名を残すことなく死んだ40代の僧。赤ん坊だった姫川の命を救うため、仏に彼の無病息災を祈ったことで不死身となり凶行を繰り返したため、彼を助けたことを後悔し成仏できずにいた。姫川が死亡したことで、後顧の憂いなく成仏した。
羅漢（らかん）
質量のある外見の僧侶。豪快な性格。孝元の顔を立て、傍若無人な湊とも表面的には友好的にふるまう。多忙なため、実家の寺は荒れ放題になっている。
功刀（くぬぎ）
羅漢の弟子。少々変わった性格の、線の細い少年。
遼遠（りょうえん）
源覚とは別の派閥を形成する高僧。士道骸の元師匠で、従来とは別の視点から怪異に対処する。学者肌を自認しており、湊にも親近感を覚えている。
実は人呑みの館の主である無限令の片割れで、スズや一の男親。20年前からダイダラボッチ出現について桜子に知らされており、対策を練っていた。ダイダラボッチの復活が早まったため怪異同士のハイブリッドを生み出す計画を早め、スズと一を危機的な状況に追い込むことで結果的に有耶無耶を産ませることに成功した。生きているのが不思議なほどに体を壊しており、ダイダラボッチの一件が終結した翌日、重しが取れたのか安らかに息を引き取る。
一 一（にのまえ かず）
赤ん坊のころ、人呑みの館と呼ばれる建物の中から発見され、総本山に引き取られて法力僧として育てられた少年。名前の由来は発見時に来ていた産着に「11」と番号が振ってあったことから。怪異ではないかと言われて幼少期からいじめを受けていた。法力はそれほどでもないが、努力家で総本山でも有数の武術の使い手。ユウキのことを見下さない数少ない人間の一人。スズとは幼なじみで「いっちゃん」の愛称で呼ばれている。
怪異と人間の交配の結果生まれた第2世代だが、メンデルの法則に基づく劣性形質を受け継いだ完全な人間。スズとの逃避行の最中彼女と結ばれる。それからわずか1日ほどで自分の子供が生まれたことには動揺を見せたがもののすぐに覚悟を決めた。
葉念（ようねん）
総本山に所属する僧侶。一を怪異だとしていじめていた。しかし、自らが怪異化するウイルスに感染し異形の姿になってしまい、病気が治り元に戻ってからは一にそれまでの行いをわびた。
赤羽 義雄（あかばね ぎゆう）
ユウキの母方の祖父。個々の法力で怪異に立ち向かう最後の法力僧だと言われていた。人の名前を覚えるのが苦手。娘の妊娠がきっかけとなり総本山を脱退したが、その後娘と同じ事故で死亡している。
赤羽 夏蓮（あかばね かれん）
ユウキの母親。かつて総本山の中でも5指に入る怪異討伐の手練れだった。中学卒業後は怪異討伐のため諸国を巡っていた。そのせいで高校にも行けなかったため、当時修行僧だった孝元から勉強を教わっていた。普通の女性としての人生を望んでいたが、並外れた力のためにその道を歩めず悩みを抱えていた。その後ユウキを妊娠したことから総本山を抜け、出産後1年ほどで交通事故に遭い死亡した。脱退の真相は別にあり、怪異であっても子供を持つということに気づいてしまい退治できなくなったことが原因だった。

### 警察関係者
小野寺 道夫（おのでら みちお）
警部。外見と実力から「志多（しだ）町署のコロンボ警部」のあだ名で呼ばれている。いい人だが抜け目がない。
10年前に発生した浅野友哉死亡事件をきっかけに第1発見者で当時高校生だった湊と知り合う。事件に対する湊の態度を見て彼の本質を見抜き、理解者となる。湊が敬意を払う数少ない人物でもある。
それから10年後の現在、浅野の死の真相に疑問を感じ独自の操作を開始、彼の死が件に誘導されたものであると知るが、件の予言に巻き込まれ死を宣告される。実際に交通事故から子供を救って死亡、弔問に来た湊が件の謎を追うことにつながる。
後に、件の予言では事件に巻き込まれて死亡することになっていたが、その予言は外れていたことが判明し、このことが件の完全と思われた予言を破るきっかけとなる。
青島（あおしま）
キャリア組の落ちこぼれ。10年前は小野寺の部下で、口が軽いことを窘められていた。
10年後の現在は警視に昇進、3つ目の災いにあった湊に小野寺の死が予言と外れていたことを伝えた。
朝霧 伊織（あさぎり いおり）
30歳のキャリア警察官。加々美署の所属で階級は警視。父方は財閥系の、母方は旧華族の血を引く本物のエリートで、ゆくゆくは警視総監をも狙える逸材とされている。御蔭神道との渉外役を担当している。
仕事上の面識のある理彩子とお見合いを勧められ、本心から好意を抱いていたため本気でプロポーズする。しかし実は九尾の狐の内通者であり、強力な怪異と取引し不要な人間を餌に他の怪異を狩ってもらおうと考えていた。九尾の狐に現代の人間の知識を与え、自分たちが作る社会にとって過ぎた才能を持つ湊を殺そうとするが、自尊心の高さから彼を怪異の力で上回ろうとしたことが失策となり、自分が理彩子に渡したダイヤモンドの指輪で九尾の狐を殺され、自身も沙耶によって武装解除されて逮捕された。

### 自衛隊関係者
森宮 邦彦（もりみや くにひこ）
海上幕僚長。昭和35年生まれ。北海道出身。既婚者で1男1女がある。甥がダイダラボッチと遭遇して死亡、その仇を討つため湊に協力し、ダイダラボッチ対策会議では湊の提案を呑ませるためあえて悪役に徹した。
飯田 重信（いいだ しげのぶ）
航空幕僚長。
天野 一士（あまの かずし）
防衛省技術研究本部技術開発官。ダイダラボッチ対策会議に参加した政府関係者の中では一番冷静で、湊に対して何度か質問を投げかけた。
曽根（そね）
防衛省防衛事務次官。ダイダラボッチ対策会議では議長を務めた。

### その他
高田 重信（たかだ しげのぶ）
高利貸しを営む老人で、湊の事務所があるビルのオーナー。昔、博打のごたごたを湊に解決してもらったため、その対価として彼から家賃は貰っていない。末期癌で余命3カ月の宣告を受けていたが、完治した。
妻の巴には威厳を持ちつつ優しく接していたらしく、互いに「しげちゃん」「とっきゅん」と呼び合うほどの仲睦まじさだった。亡妻に会うため、『彼岸の会』に入信し多額の寄付を行っていた。
堅剛 猛雄（けんごう たけお）
帝東大学准教授の化学者。まさに名は体を現すといった風で武闘派の刑事や暴力団の若手幹部といった容姿をしている。脱いだら寒いという理由でスーツの上から白衣を羽織っている。思考に没頭して周りが見えなくなる癖がある。無神論者で怪異のことは信じていないが、湊から持ち込まれる科学調査の依頼は快く引き受けている。
米澤 秀明（よねざわ ひであき）
公安調査庁第三部に所属する40歳前後の男。湊を科学的に怪異を退治するエキスパートと見込んで、姫川の死刑方法の考案を依頼する。総本山や御蔭神道を組織として腐敗していると嫌っており、妖しげな術に頼らず怪異に対抗する組織を作ろうと考えていて湊をそこにスカウトしようとする。
真の目的は姫川を殺すことではなく、彼の不死の秘密を知ることだった。しかし、怪異を思い道理に操ろうという思い上がった考えを、総本山や御蔭以下だと湊に断じられる。ダイダラボッチの一件で再登場、湊と利害が一致したため協力関係となり、森宮を紹介した。

鬼頭 厳斎（きとう げんさい）
呪術の最高峰・鬼頭家の前当主で、祖である鬼頭元徳の再来とまで言われた日本最高の呪術者。体が溶けていく呪いにかかっているほか、癌で余命いくばくもない。
実は呪いをかけた張本人で、人を呪い殺すことばかりを続ける家系を滅ぼすため12歳のころから20年間自らに鬼頭の血族を殺す呪いをかけ続けており、自分に死期が迫ったことで呪いが発動した。自分には思いもよらぬ方法で呪いが解かれたことに驚愕しながら死亡した。総本山に呪いを解くように依頼した張本人だと考えられ、湊によると息子や孫が生まれた時に考えが変わったと推測されている。
鬼頭 幽山（きとう ゆうざん）
鬼頭家現当主。12歳で呪い返しに成功し、一躍有名になった。呪いですでに体が腐り始めており、オーデコロンで匂いを隠していた。呪いが血にかかったものだったため、運よく骨髄移植を受けられたことで血が別人のものとなり呪いが解けた。その後は、怨霊による守りを失った家を離れた。
鬼頭 華子（きとう はなこ）
幽山の妻の30代半ばの色っぽい美女。8年前に鬼頭家に潰された保倉家の出身で、優秀な子孫を残すために鬼頭家に嫁がされた。
鬼頭 春蘭（きとう しゅんらん）
幽山と華子の5歳になる娘。湊たちが鬼頭家を訪れた夜、呪いを受け体が溶け始めた。父と同様骨髄移植を受け呪いが解ける。
鬼頭 春雷（きとう しゅんらい）
春蘭の双子の弟である5歳の男の子。非常にまれながら父親が幽山ではなく華子の兄だったため、血の呪いを受けることはなかった。

姫川 恵介（ひめかわ けいすけ）
絞殺、銃殺、斬殺などのあらゆる殺し方を試しても絶対に死なない死刑囚。70歳近い高齢のはずだが、外見は20代前半のまま。余罪まで追及すれば殺した人数が２桁に上り、捕らえられてからも不死身の特性を利用して躊躇なく自分の体を破壊して監房を抜け出し看守をも殺害するといった行為を繰り返す凶悪犯だが、なぜか悟りを開いた聖人のような神々しく清浄な雰囲気をまとう。
不死身の秘密は御仏の加護による無病息災。そのためどんな怪我や病気もなかったことになり、体に害になるものは一切たまらず細胞もいつまでも若々しいため、寿命は人としての限界まで伸びている。一徳の願いの対象物であるため自身の人間性は全く関係ない(豊作の祈祷を受けた稲や野菜が敬虔な信者でないのと同じことらしい)。この不死身の唯一の弱点は、予想しない死からの救いが発生すると加護にタイムラグが生じること(例えば絞首刑になった時、ロープが切れて落下したことで骨折するとその治りが普段より遅い)。この特性を利用し毒物を飲んだ直後に蘇生を行ったことで過剰な健康反応を誘発、強心効果で心臓が破裂寸前に、肺は過呼吸状態になったことで遂に死亡した。死体は実年齢そのままの老いた姿となった。

浜崎 （はまさき）
豪華客船白鳳の船長。白髭を蓄えたいかにも船長然とした人物。人が良く、湊に何を言われても超然としている。
佐治 （さじ）
白鳳の副船長。仕事を放り出して遊んでいるばかりの湊とは馬が合わず終始苦言を呈していたが、彼の手腕を目の当たりにして自分の態度を謝罪した。
アナベル
流暢な日本語を話す白鳳の外国人乗組員。白鳳には3年間務めている。船幽霊を目撃した。
里中 佳乃（さとなか よしの）
白鳳の乗客。2カ月前に沈没したLHG運搬用タンカー「しらなみ丸」の乗員だった恋人の面影を追って、事故が起こった海域を訪れていた。ユウキの手を借り、船幽霊となっていた恋人の魂を成仏させる。

陣内 美咲（じんない みさき）
大幽霊妖怪展の受付職員。30歳。子供のころから幽霊妖怪不思議現象すべてを信じており、それが高じて現在の職場に勤めている。従姉妹の美優は沙耶のクラスメイト。昔は昆虫や微生物も好きだったが、現在は苦手としている。
実は玄翁和尚の末裔にあたり、殺生石を砕いた金槌が代々「打ち出の小槌」として伝わっていた。そのためわずかに法力の素質があり、九字の軌跡などを認識できる。
岸本（きしもと）
大幽霊妖怪展職員。定年退職後、この職場に勤務することとなった。娘が美咲と同年代なので、何かと彼女の面倒を見ている。

士道 骸（しどう むくろ）
元総本山の僧侶で、天才少年とうたわれたこともあったが権力欲に肥えた人間ばかりが幅を利かせる組織に嫌気がさし脱退、現在は倫寧を利用して『彼岸の会』で霊がいないのに霊と交信できる偽の降臨術を行っている。「心の贅肉をそぎ落とす」という名目で信者から莫大な額の金を巻き上げてており、最終的に5億円以上を稼いだ。倫寧の力を利用するため、隠形の術を応用した術で彼女を父親から隠していた。
湊に詐欺の方法を看破され追いつめられるが、娘を探して現れたサトリの襲撃に乗じて逃走する。しかし、湊に金の流れを握られ途中でかすめ取られたため、5億円を手にすることはなかった。
静（しず）
恐山に住むイタコ。90歳を超える老齢で、盲目だが人間の魂を迎え入れる器を見極めることができる。
沙耶に倫寧を紹介され、後継者ができたと喜んでいる。
浅野 友哉（あさの ともや）
高校時代の湊のバイト先の先輩。実家のある寒村に湊を誘ったが、首を切られた仔牛や額を割られた母牛の死体と共に首を切られた状態で発見される。享年21。
度が過ぎたお人好しで、それがたたって損をするタイプ。父親も他人に同情し、借金のために牧場を手放すことになり前年に死亡しているため、肉親は母親と妹、介護施設に入っている祖母。オカルトに興味があり、実家には関連した書籍が数多くある。湊とは正反対の性格ながら仲の良い友人の間柄だった。
当初は殺人事件として捜査がされていたが、御蔭神道の介入で自殺として片づけられる。それに疑問を感じた湊が捜査を続けるが、最終的に件の予言で狂牛病が発生することを知り、実家で飼育している牛が狂牛病であることを隠蔽するために牛を殺害するとともに自殺を図ったことが判明。この事件がきっかけで湊は理彩子と知り合い同時に怪異の存在を知ることになった。
木下 孝治（きのした こうじ）
元はギャンブルでできた多額の借金に悩まされる酪農家だったが、件の入れ知恵で借金を完済して上京。御蔭神道にも総本山にも感づかれないまま口コミで件の予言を広め、計1000人もの人間から大金を集めたが、予言のために人生を狂わされた男性に襲われ死亡した。
厚井 小織（あつい こおり）
小さな出版社に勤めるカメラマン。先輩記者と共に七人ミサキを探していたところ、七人ミサキと行動を共にする通り魔の女に襲撃され、先輩は死亡、自らも怪異の次のターゲットとなってしまう。死を免れるため総本山に保護を依頼する。ずけずけとものをいうタイプで湊とは頻繁に口論になった。
名前の由来は生まれが「小折町」だったことによるもので、苗字と合わせて「熱い氷」と読めることにコンプレックスを抱く。自分に適当な名前を付けた親に対してわだかまりを持っており、親子の愛情に対して激しい憎悪を持っている。そのため、通り魔が七人ミサキに囚われたわが子を成仏させるために凶行を繰り返していたことを知ると、彼女を殺害して逃亡した。しかし、いまだ怪異に狙われていたため、しばらくして七人ミサキに取り殺されてしまった。
四方木 宗一郎（よもぎ そういちろう）
20年前に大規模土石流に呑まれながらも村民全員が生存し復興を遂げたという「谷地村」に住んでいた老人。元は時計修理工。309人の村民全員が一瞬で消えた中でただ一人死体で発見される。死因は老衰。

国崎 弦（くにさき ゆずる）
プロフェリア製薬株式会社医薬品開発管理局長。40歳前後の男性。鬼の子供を養育していたが、湊の事務所に彼を名乗る人物が訪ねてくる3ヶ月前に交通事故死していた。
その正体はユウキの父親であり、養育していた鬼は夏蓮が倒した馬頭鬼の子だった。怪異を見えなくする薬の開発を行っていたという話もウソで、事務所を訪れた男も雇われただけの役者だった。
南雲 瑠璃（なぐも るり）
ユウキの同級生で、学級委員長を務める少女。何かとクラスで孤立しがちなユウキの世話を焼く。母親は料理研究家。眼鏡を掛けているため目立たないが、ジュニアモデルのスカウトから声がかかるほどの美少女である。
二宮 翔太（にのみや しょうた）
ユウキのクラスメイトで、女子人気を彼と二分する少年。父親は官僚。
如月 雅（きさらぎ みやび）
ユウキのクラスメイト。かなり家柄のいい少年。昔はジュニアモデルもやっていたほどの美少年だったが、現在は肥満体で「デブゴン」のあだ名で呼ばれている。社会科見学で餓鬼に取り憑かれてしまうが、ユウキ達の尽力で元に戻った。

染谷 葉瑠（そめたに はる）
中学生の少女。半年前に事故に遭って1ヶ月入院した後、突然引きこもりになる。数週間前から部屋が謎の化け物に荒らされるようになるが、怪異の気配が全くないために依頼を受けた霊能者から嘘つき呼ばわりされていた。
染谷 静子（そめたに しずこ）
葉瑠の母親。湊によるとちょっと年増だがなかなか色っぽいとのこと。引きこもりになった娘を心配し、怪異に悩まされるようになった彼女を助けるため色々な霊能者に依頼していた。
染谷 宗佑（そめたに そうすけ）
葉瑠の父親。

### 怪異
嫉（しつ）
神座より堕ちた怪異。割れた鏡に映った人の顔をした容姿で、表情が変わるたびに顔に刻まれた皺から垢が零れ落ちる。700年以上前に近隣の村人を全滅させ、いかなる手段をもってしても滅ぼすことができなかったため100人の御霊を持って「人知らずの藪」の常世境に封じられてきた。人間の醜い心を肉体ごと喰らう。その正体は光そのもので、もともとは合わせ鏡に見立てた2本の巨木に封じ込めた太陽の光を崇めたものだったが、人間の欲望を映し続けたことで怪異に成り果てた。光速で移動でき、陽が最も高い時に最大の力を発揮できる半面、日中にしか活動できず、鏡によって跳ね返される。
明山大学オカルト研究会のために封印が解かれ復活し、自らを封じてきた注連縄の力が移った沙耶を狙う。御蔭の神官兵たちをおはじめ多くの人々を食らい、沙耶の匂いを追って人知らずの藪に向かったところを待ち伏せしていた湊と戦う。鏡で動きを封じる戦法をとるなんの力も持たないはずの湊に得体の知れない恐怖を抱くも、鏡のトリックを見抜いて消耗した彼を最大の力で打ち破ろうとしたが、光ファイバーと光増幅装置によって自分でも制御できないほどに力を増幅され、宇宙の果てへと追放された。
鏖（みなごろし）
江戸時代、1749年から数年間のべ1000人以上を殺した怪異で、山中に封じられていたが、道路建設の利権に目がくらんだ総本山の手で封印が解かれた。この怪異が現れたところでは、人々は喉をかきむしって悶え死に、胸や節々の痛みやしびれが現れ、古傷が開くといった症状を示し、弾丸並みの速さで飛来する石などで体を爆砕される。この怪異が発生するとき三弦町の金束神社に収められた鈴が鳴る。
その正体は蜃気楼を生み出す大ハマグリの怪異・蜃。幻次郎という足の悪い画家の願いから生まれた存在で、気圧を操る能力で大気の屈折率を操作、大気を吸って真空を作り空気による映像の劣化を最低限にして彼に遠い国の風景を見せていた。しかし、海底火山の噴火により海中から山の上へと吹き飛ばされ、そこで大気と水の屈折率の変化を理解できずに真空を作り出したことで、窒息死や減圧症による死だけでなく、真空の筒が宇宙空間へ突き抜けたために普通は大気の断熱圧縮で燃え尽きるはずの隕石や宇宙塵が猛烈な速度で地上へ落下することになった。
被害を拡大させながら生まれた海へと向かうが、乾燥と、大気にほとんど含まれないうえ非常に屈折率の高く、青潮の原因となる硫黄によって体が弱り、周囲の人間たちに世界中の名勝地の風景を見せた後に死亡した。
ぬっぺふほふ
羅上が鏖のダミーとして解き放った怪異。ユウキに軽々と倒された。
夢魔（むま）
人の夢に取り憑く怪異の総称。精を吸い尽くすまで取り憑いた人間から離れない厄介な存在。予防には麻羅観音が有効。
憑依する人間を変えるときは静電気のような現象を起こす。脳波において通常の催眠術では現れないPGO波の姿として現れ、視床下部を刺激する。作中では沙耶に取り憑くも、潔癖な彼女とは相性が悪く強いコンプレックスや不安の方向に夢の行先を捻じ曲げることとなり、精を吸い尽くす前に発作を起こさせてしまう。その後、沙耶の夢でその願いを反映し、彼女の胸を大きくした夢を見せたことで現実ではないとばれてしまう。その敗北から、沙耶を死んだはずの両親がいる不安のない心安らかな世界に連れ込む。しかし、催眠術を利用して夢に干渉した湊に正体を看破され、梓弓で射られ消滅寸前にまで弱る。その後、霊力も法力もない湊に取り憑こうとするもゴム手袋とコンデンサを利用して絶縁体であるゴム製のコンドームに封印される。
船幽霊（ふなゆうれい）
溺死者の魂から生まれた怪異で、生者を引きずり込もうと柄杓で水を船に汲み入れて沈没させる。
作中で現れたのは腕だけのもので、魂と共に利き腕が怪異化する。船幽霊の襲撃で沈没したしらなみ丸の7名のクルーたちが最新の知識を持った船幽霊と化し、しらなみ丸を浮上させて白鳳を襲う。液化天然ガスをバラストタンク内にばらまき気体となった天然ガスによって水圧を誤認させ船体を傾けて転覆させようとし、過冷却現象で海を凍らせ、その影響で生じた淡水で内部波を起こして白鳳の前進を妨げたが、ユウキの手で全員が成仏した。
九尾の狐（きゅうびのきつね）/殺生石（せっしょうせき）
日本三大妖怪の1つに数えられる、狐の姿をした強力な怪異。様々な負の感情を食らう習性があり、権力者に近づいて人心を操り国を乱し争いを起こさせる。目にもとまらぬ速さで移動し、高度な防御の術をやすやすと打ち破ることができるほか、空間を歪めて一定領域内を無限にループさせる結界を作る能力を持つ。また、狐狸が持つ化ける力で自在に姿を変えるだけでなく、少々時間はかかるが対象の性質すら再現できる。ただし一度死んだことで性質変化の能力は対象に制限が生じて鉱物のみとなっている。さらに自分の鳴き声を利用し干渉定位を行って地形を360°全て把握し、飛来する矢をも回避できるが、その特性故に自分の鳴き声と同じ周波数の鏑矢を使用されたことで900年以上前に倒されており、死後に殺生石と化した後は玄翁和尚によって体を砕かれ各地へ飛び散りそれ以降も毒の気を吐いて人を害していた。
その内の1つは「夜泣き石」として栃木県との県境の山中から運び込まれ、亀田町の大幽霊妖怪展に展示されていた。大学の調査によると解析不可能な成分が1.7％含まれている。後に、栃木県の玉藻稲荷神社から飛来したものだと判明。沙耶とユウキが来館した日、突如毒の霧をはいて活動を始め、自分を殺した玄翁の末裔である美咲を狙い結界を張って館への出入りを封じ、石の狐として復活する。本体の4分の1ほどの大きさしかないにもかかわらず優れた回避能力と高い攻撃力で2人を苦戦させたが沙耶に弱点見抜かれ、鳴き声を録音したスマートフォンを取り付けた矢を躱すことができずに負傷し玄翁で体を砕かれ敗北した。
それからおよそ半年後、伊織を協力者に自分の一部を殺した沙耶とユウキに復讐を果たそうとする。カオナシを操ることで各地から殺生石の破片を御蔭神道の修練場へ集めさせ、伊織から授けられた現代の知識を利用して日本で産出する最も硬い鉱物である鋼玉（ルビー）で肉体を再構築して復活を果たす。全身の構造が変化したことでルビーレーザーを発射することが可能となり、その威力はSF世界のレーザー兵器のような非現実的な域に達している。さらに切り離した尾を拡散プリズムとして利用し、雨のように複数のレーザーを同時に放つこともできる。ただし全身が精密機械のようなものなので連射すると熱膨張でしばらくレーザーが撃てなくなり、加えて発射前は高音が響くためにソナーも使えなくなるという欠点がある。伊織の指示を受けてレーザーで神官や巫女、警察関係者を殺害し、結界内に閉じ込めた湊たちをいたぶるように攻め続けるが、自身が作り出していたループで井戸が高さ無限の状態となっていたことに気づけず、真空を作る術で2時間かけて時速25万km以上に加速した2カラットのダイヤモンドを弾丸として撃ち込まれて胴体を真っ二つに砕くほどの重傷を負い、最後は不動明王の羂索で捕らえられ完全に消滅した。
倫寧（りんね）
サトリと人間の女性の間に生まれた少女。外見は7，8歳だが実年齢は不明。直接人の心を読むことはできないが、触れた物から間接的に思念を読み取るいわゆるサイコメトリー能力を持つ。そのため、より強い残留思念を持つ物に触れると読み取りに失敗してしまう。当初この能力はサトリの血が薄まったことで生まれた亜種だと考えられていたが、サトリ同士が果てのない思考の読み合いをすることを避けるための進化である可能性が示唆されている。サトリ同士が交配せずに人間と子をなすことも同様に成熟したサトリ同士が出会わないための対策であると考えられている。凶暴な父親を嫌い、自分を父から隠すかわりに『彼岸の会』で偽りの降臨術に協力していた。
『彼岸の会』の消滅後は行き場をなくし湊の事務所で引き取られかけたが、彼が自分の能力を違法ギャンブルに利用しようと考えていることを読み取ったため、沙耶の勧めで静の元でイタコの修行を積むことになる。
一緒に遊んでもらったことがあるためかユウキに非常に懐いており、彼の秘密は絶対に口にしない。沙耶からも可愛がられているが、自分が慕うユウキの恋心が彼女に向いていることもあって少々冷たい態度をとっている。
サトリ
倫寧の父親で、思考を読み取る能力を持つ怪異。3mを優に超える巨躯を誇る猿の姿をしている。行方をくらました倫寧を探して人里に下り、娘と接触した者たちを襲って殺害していた。骸が倫寧にかけた術を解いたことでそこに詰めていた僧兵たちをも殺害、湊にも襲い掛かるが、追い詰められても覚に対する殺害法への思考をやめず、無数に産み出す湊の前に臆し一歩も動けなくなってしまう（自身の知識にない薬品調合による毒ガス発生の化学式も正確に読み取ってしまうため殺害法の把握に時間が掛かるという要因もあった）。合計6名を殺していたこともあり、倫寧のペンダントに300年封印されることになった。
件
生まれてすぐに必中かつ不吉な予言を行ってすぐに死亡する人頭牛の怪異。
その本質は科学的なものから人間の思考や行動に至るまで地球上のありとあらゆる現象を複合的に計算することのできる超複雑性シミュレータ。その計算をなすために件は発達した人間の脳を有し、さらに脳のほとんど全ての領域を常に活性化させることで完全な予言を行っている。また、脳のオーバーワークによる生命維持に不可欠な領域の圧迫が原因で起こる臓器不全と、データが不完全であるために起こる計算の誤差のリセットが不可欠なことが相まって件は短命であるが、再び誕生する際には以前の件の知識を継承する形で転生が行われる。この脆弱性も、自分が封印されるなどした場合も次の件として別の場所で転生するための武器として利用している。さらに、自分の言葉一つで減少を任意に変化させることができるため、たとえ怪異の存在を察知できたとしてもそのこと自体が計算に含まれているため結果的に件の予言は絶対に防ぐことができない。しかし、あくまで予測できるのは地球上の現象のみで、宇宙規模の現象は太陽や月、太陽系の惑星の運行程度しかシミュレートできないため、隕石などの地球外からの要因によって予言が外れる可能性はあるが、逆に言えば偶発的な天文学的現象を観測することでもない限り絶対に予言には抗えないということでもある。
10年前、浅野家で誕生した際は、その予言で友哉を死に追いやった。それから10年後、小野寺の死がきっかけで自分を追ってきた湊に「4つの災いの後死亡する」と予言する。湊を追い詰めるが、4つ目の災いが起こる直前に彼に同行していた沙耶が偶然流星を観測したことで湊は死を免れる。予言から解放された湊の指示で脳梁を外科的に切断され、2つの人格が生じ、果てのない読み合いの末脳の処理が追いつかなくなって死亡する。その後転生するも、2分化された意識も継続されたことで「件の予言は外れる」というパラドックスを永遠に続けるだけの存在となった。
七人ミサキ
四国や中国地方に多く目撃される怪異。7体1組で出現し、7日ごとに人間を1人襲い、その人間を仲間に取り込む代わりにだれか1人が成仏するという習性を持つ。姿を見ただけで殺すという危険な特性を持つが、僧侶が複数いれば難なく消滅させられるためそれほど脅威的な存在とはされていない。ただし、数が非常に多く、全体で年間1000人を超える被害者を出すと推定され、行方不明や失踪の一部はこの怪異によるものとも言われており、一説には2000人以上の被害を出しているという。
1人当たり49日で成仏するという厳格なルールのもとに行動する。そのため、法力僧の祈祷などで群の個体数が減少すると上限が減少後の数に固定され出現頻度が変化する(例えば5人ミサキになれば9.8日=約10日ごとに1人を殺害するようになる)。詳細は不明だが、狙われる人間には一定の条件があるとみられている。また、湊によって、「かつては7以外の数のミサキもいた可能性があるが、生存競争によってもっともこのシステムに適した7人だけが生き残りそれ以外のミサキは絶滅した」という仮説が立てられた。
かつては七人ミサキを完全に消滅させることでその被害を減らす努力をしていたが、湊の発案であえて何体かのミサキを残しておくことで生存競争を誘発させその個体数を減少させるという方法がとられた結果、わずか3年で被害者数が約4分の1にまで減少した。
ターボ
谷地村に住む化け狸。まだ幼いころに父母を御蔭神道の手の者に殺され、自身も命を狙われていたところを宗一郎に助けられ、それ以降彼と共に暮らしていた。変化の能力を持つが不完全で、極度の集中による副作用でくしゃみを多発してしまう。人の言葉をある程度理解できるほど高度な知能を持つが、怪異としての力は弱くほとんど普通の狸と変わらない。自分のことを獰猛な獣だと思っているが、可愛らしい外見で少々間の抜けたところがあるため初見で怯えられることは皆無。
村民消失の謎を解きに来た湊たちの前に現れ、前述の経緯から霊力・法力を持つ子供2人を警戒する一方で、ただの人間である湊に懐く。種まきの形跡がないこと、全ての人間の筆跡が全く同じであること、20年間埋葬の形跡が一切ないことなどの違和感から、湊が導き出した集団神隠しの真相は「20年前の土石流で宗一郎を除く村人全員がすでに死亡しており、時計の付喪神の力を借りてターボが20年ごと（土石流の直後〜宗一郎の死の1日後）に時間遡行し、総勢309名の村人全員に化けていた」というものだった。湊たちが出会ったターボこそがこれからまさに初めて時間遡行しようとする最初の1体であり、そのことを湊の口から聞いたことでかつて命を救ってくれた宗一郎を20年間悲しませないために時間遡行する決意を固めて旅立つ。それから宗一郎を完全に化かしぬき、優に6,000年を超える時間の旅を終え、彼の家の軒下で静かに息を引き取った。
有耶無耶（うやむや）/有（ゆう）
人間と交配する怪異の血を引く人間である一一と白銀スズの間に生まれ、人間では劣性形質となる因子を発現した史上初の怪異同士のハイブリッド。大蛇と鬼の因子を持つ。父母が法力僧と巫女であるため、法力や霊力に対して高い耐性を持つ。
生まれた時は肉の塊にしか見えない状態だったが、時間経過によって目鼻が分かるような顔立ちに変化した。人間よりも移動速度は遅いが人一人を取り込んで余りある巨体になることができ、産まれたてとは思えないほど高い知能を持つ。母体がウイルスに感染していたことで、飛沫感染により人間を怪異に変化させるウイルスを保有していたため討伐対象とされたが、表向きは双子という形で生き残り「有」と名付けられた（名付け親は湊）。
怪異化ウイルスは弱毒性でしばらくすれば治るうえ感染力も低いが、湊の手で無限令のあぶり出しと敵戦力の低下、人を化け物と呼ぶ者たちを戒めるという3つの目的のために意図的に蔓延させられた。実は無限令によりダイダラボッチに対する戦力として作り出された怪異である。
ダイダラボッチ
国造りを行ったともされる巨人の姿をした神話上の怪異。
身長は2000mを超え、咆哮を目視してから音が届くまで数秒のタイムラグがあるほど。人間に比べれば動きは緩慢に映るが、規格外の巨体を持つため歩く速さは音速越えの約1100km/h、パンチの速さはマッハ4と軽く動くだけで衝撃波が発生する。火器や法力による強力な攻撃も痛痒すら感じさせず、手をついただけで複数名の法力僧が張った防御障壁をたやすく破るほど。好奇心があり、大きな物体に興味を示す。量子力学に基づく動きをするということが判明し、霊能力者が観測することで現実の存在となる。霊能力の過多によって実体化するかどうかが決まり、強力な霊能力者が観測者ならば1人でも実体化してしまうが、霊力が少ない者が観測者となるとダイダラボッチによっておこる被害の可能性だけが見られることとなる。その肉体は40桁近い数の原子から構成される単一の超高分子で構成される。
日本中の総本山および御蔭神道に属する霊能力者が集まる場所に出現し民間人を含め数百名単位での死傷者を出す。湊の策で観測者を減らすために総本山および御蔭神道の人々を一カ所に集めたうえで麻酔で眠らせたことで被害を制御され、観測者役の沙耶とユウキによって半年前に出現した淤能碁呂島の前におびき寄せられ、CERNから取り寄せた反物質を打ち込まれて肉体を構成する原子の一部が対消滅し、「神の奇跡」ともいうべき絶妙な分子のバランスが崩れたことで自壊した。
淤能碁呂島でもあるもう1体のダイダラボッチを探していたのではないかと推測されており、地形を変えるのも捜索の一環である可能性がある。
結鬼（ゆうき）
かつて赤羽夏蓮が退治した馬頭鬼の息子の鬼。その存在を隠蔽するため秘術によりユウキと同じ名前を付けられ気配を消していた。ユウキの実の父である弦に育てられていたが、ユウキの記憶だけでなく莫大な法力の一部が流れ込んだせいでかなり衰弱しており、孝元が死亡した弦から彼の世話を引き継いだときにはすでに余命わずかだった。一生の最後に本物らしい体験をさせたいという孝元の願いによって「ユウキ」として学校に通っていたが、社会科見学で訪れた国立博物館で鬼を喰う神虫に襲われ致命傷を負う。本物と協力して神虫を退けた後に彼らが入っていた掛け軸の中に封印されることで命を長らえることになった。
神虫（しんちゅう）
神の化身で人に仇なす鬼を喰う8本脚の虫。雅に憑依した餓鬼に反応して国立博物館の掛け軸から復活し、結鬼にも襲いかかるがユウキに攻撃され致命傷を負って逃亡、雅の体から追い出された餓鬼を捕食して役目を果たしたことで消滅した。
餓鬼（がき）
憑依した人間に飢餓感を与える怪異。憑依された者はカエルのような顔になり、腹が出て手足がやせ細る。雅に取り憑き瑠璃を食い殺そうとしたがユウキ達に妨害され、まだ人のものしか食べていなかったおかげで体から追い出され、そこを神虫に食われて死亡した。
空怪（くうかい）
湊が提唱した「空気の怪異」。厳密には「生き物の感情に同調して怪異の形を作るもと」に相当するものとされ、原初の地球で様々な生命を生み出した有機物のプールにも例えられている。神仏の加護が強い、いわゆる「清浄な空間」以外のあらゆる場所に存在しているものの、そのせいで感覚が慣れてしまっているためよほど強力な霊能力者でなければ知覚すらできないとされる。自我があるのか不明で、基本的には人類にとって無害な存在。ただ、事故などで生じた脳腫瘍が原因で後天的に霊感に目覚めた人間の場合、空怪との同調で様々な怪異を周囲に生み出してしまう。このケースでは被害者が想いを維持するのが難しい上に拒絶の意識も持つことから出現した怪異もすぐに消えてしまい、加えて怪異の出現を知覚するのも困難なので事実確認が非常に難しい。一応信頼できる事例が2例確認されたため対処法も考案できる状態ではあるが、人類より昔から存在するかもしれないものを駆除したときの影響が測れないことから基本的に不干渉という扱いになり、同様の事例が発生した場合のみ対策を取るという方針になった。

## 既刊一覧

### 小説
- 葉山透（著） / kyo（イラスト） 『0能者ミナト』 アスキー・メディアワークス→KADOKAWA〈メディアワークス文庫〉、全12巻
  1. 2011年2月25日発売[2]、ISBN 978-4-04-870138-9
  2. 2011年6月25日発売[3]、ISBN 978-4-04-870684-1
  3. 2011年12月26日発売[4]、ISBN 978-4-04-886268-4
  4. 2012年7月25日発売[5]、ISBN 978-4-04-886805-1
  5. 2012年12月25日発売[6]、ISBN 978-4-04-891265-5
  6. 2013年7月25日発売[7]、ISBN 978-4-04-891822-0
  7. 2014年1月25日発売[8]、ISBN 978-4-04-866315-1
  8. 2014年8月23日発売[9]、ISBN 978-4-04-866867-5
  9. 2015年9月24日発売[10]、ISBN 978-4-04-865443-2
    - 「ドラマCD付特装版」同日発売[11]、ISBN 978-4-04-865444-9

  10. 2016年10月25日発売[12]、ISBN 978-4-04-892493-1
  11. 2018年1月25日発売[13]、ISBN 978-4-04-893668-2
  12. 2025年2月25日発売[14]、ISBN 978-4-04-916198-4

### 漫画
田倉トヲルによって漫画が連載されている。2011年9月から2012年12月までcomic B's-LOG エアレイドに掲載され後、掲載誌が移籍となりB's-LOG COMICに2013年4月から2015年10月にかけて連載された。
- 葉山透（原作） / kyo（キャラクター原案） / 田倉トヲル（作画） 『0能者ミナト』 エンターブレイン→KADOKAWA〈B's-LOG COMICS〉、全4巻
  1. 2012年7月25日発売[15]、ISBN 978-4-04-728308-4
  2. 2013年7月25日発売[16]、ISBN 978-4-04-729064-8
  3. 2014年8月25日発売[17]、ISBN 978-4-04-729831-6
  4. 2015年9月24日発売[18]、ISBN 978-4-04-730697-4